# Papilionanthe
Papilionanthe é um género botânico pertencente à família das orquídeas (Orchidaceae).